# Fax

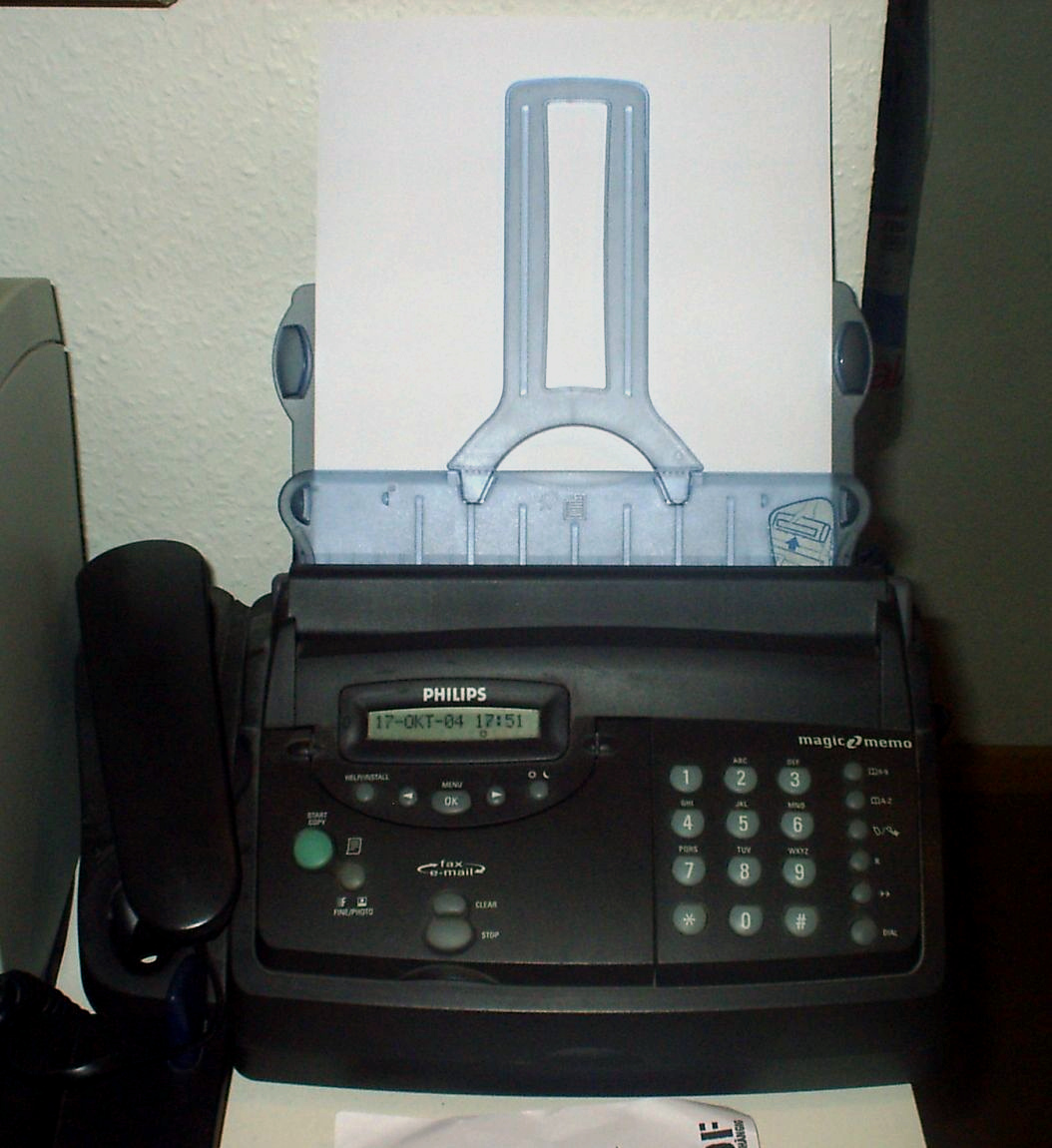
Aparell de Fax

El fax o telefax, és un aparell que escaneja i transmet documents (tant text com imatges) per via telefònica, cap a una telecopiadora o impressora. La telecopiadora escaneja el document com una única imatge gràfica i el transforma en un mapa de bits que transmet en de tons d'audiofreqüència. La màquina de fax receptora interpreta els tons i imprimeix la imatge. La tècnica de captació de la imatge és la mateixa que la d'una escàner o d'una fotocopiadora digital. En el receptor el senyal és decodificat i preparat per a ser imprès.
Inicialment un producte nínxol, les màquines de fax es van fer omnipresents a les oficines als anys vuitanta i noranta del segle xx. Tanmateix, en gran part s'han deixat obsolets per les tecnologies basades en Internet com el correu electrònic i la World Wide Web, però encara s'utilitzen en alguns entorns d'administració mèdica i d'aplicació de la llei.

## Descripció

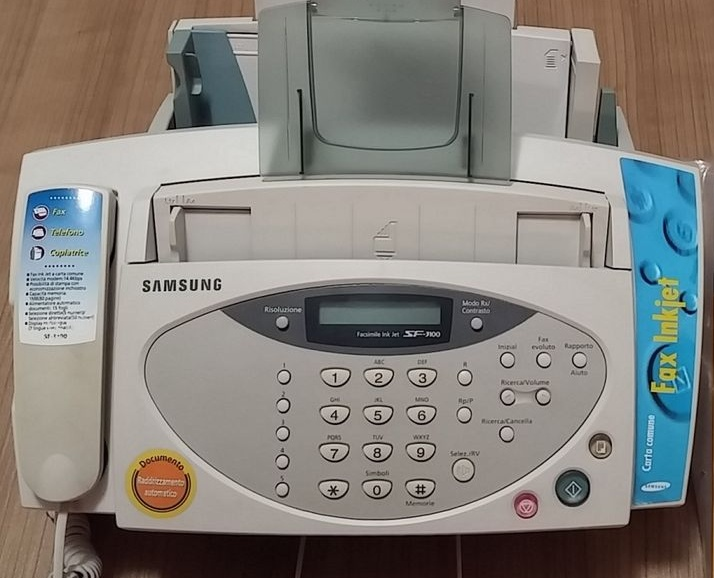
Aquesta màquina de fax de 1999 utilitzava una tecnologia d'impressió d'injecció de tinta relativament nova en paper normal.

El terme fax és l'abreviatura de facsímil (del Llatí fac simile, «fer similar»), és una tecnologia de telecomunicacions que s'usa per a transferir còpies de documents, per la xarxa telefònica convencional. L'avantatge del fax respecte altres mètodes com ara el correu tradicional n'era la rapidesa. Tot i així, els desavantatges que suposen una baixa qualitat l'han relegat davant el correu electrònic com a forma més comuna d'enviar documents de forma electrònica.
L'aparell de fax empra una línia telefònica normal per enviar o rebre informació. La línia no és especial. Tant l'emissor com el receptor han de disposar d'un aparell de fax, que fa les funcions de transmissió i recepció. Cada fax queda identificat també amb un número telefònic.
Els primers sistemes utilitzaven conversions directes de la foscor de la imatge en el to d'àudio de manera contínua o analògica. Des de la dècada de 1980, la majoria de màquines transmeten una representació digital codificada amb àudio de la pàgina, utilitzant la compressió de dades per transmetre àrees que són completament blanques o completament negres, més ràpidament.

## Història

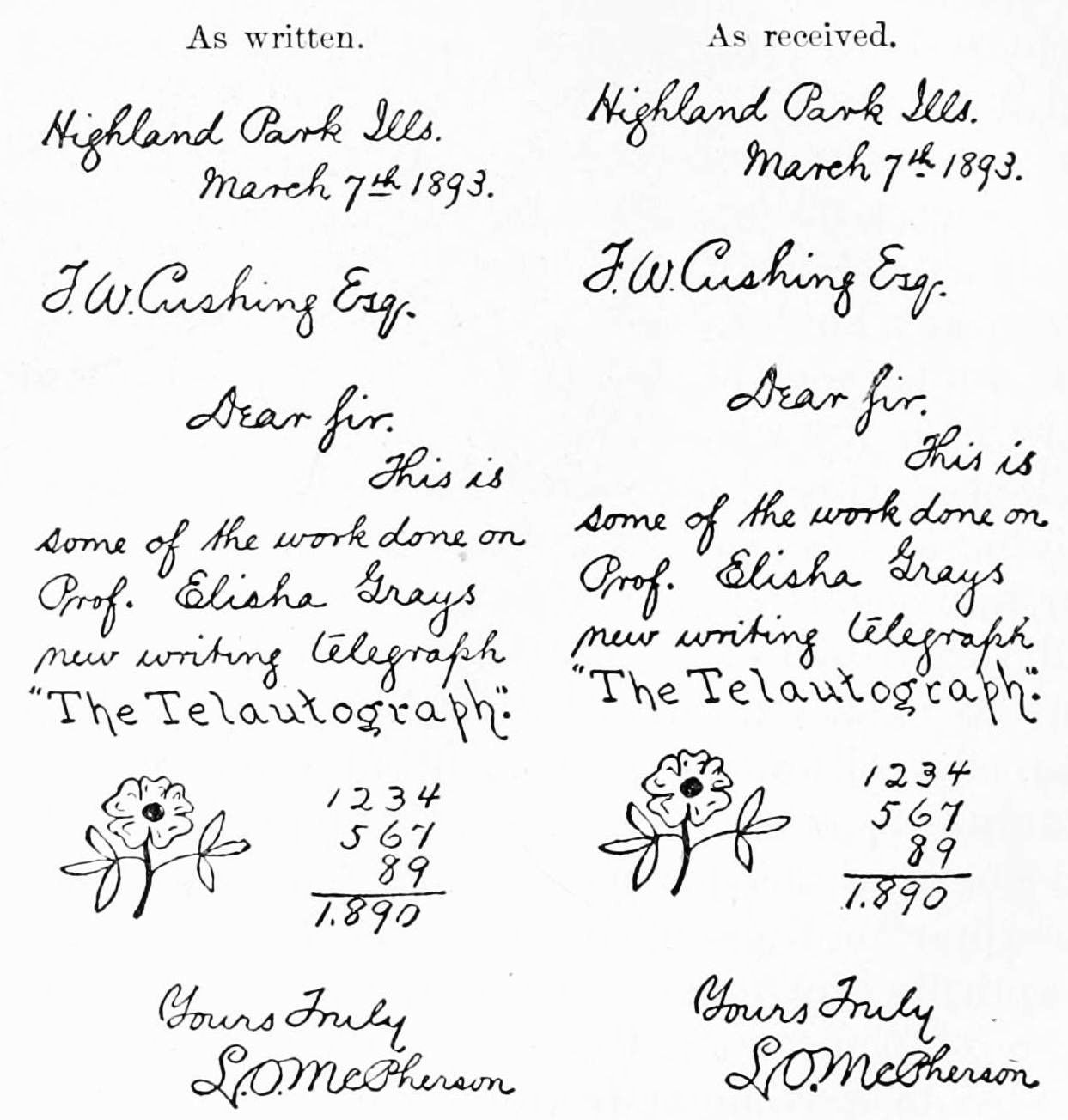
Entrada (esquerra) i sortida (dreta) d'una transmissió telautograf

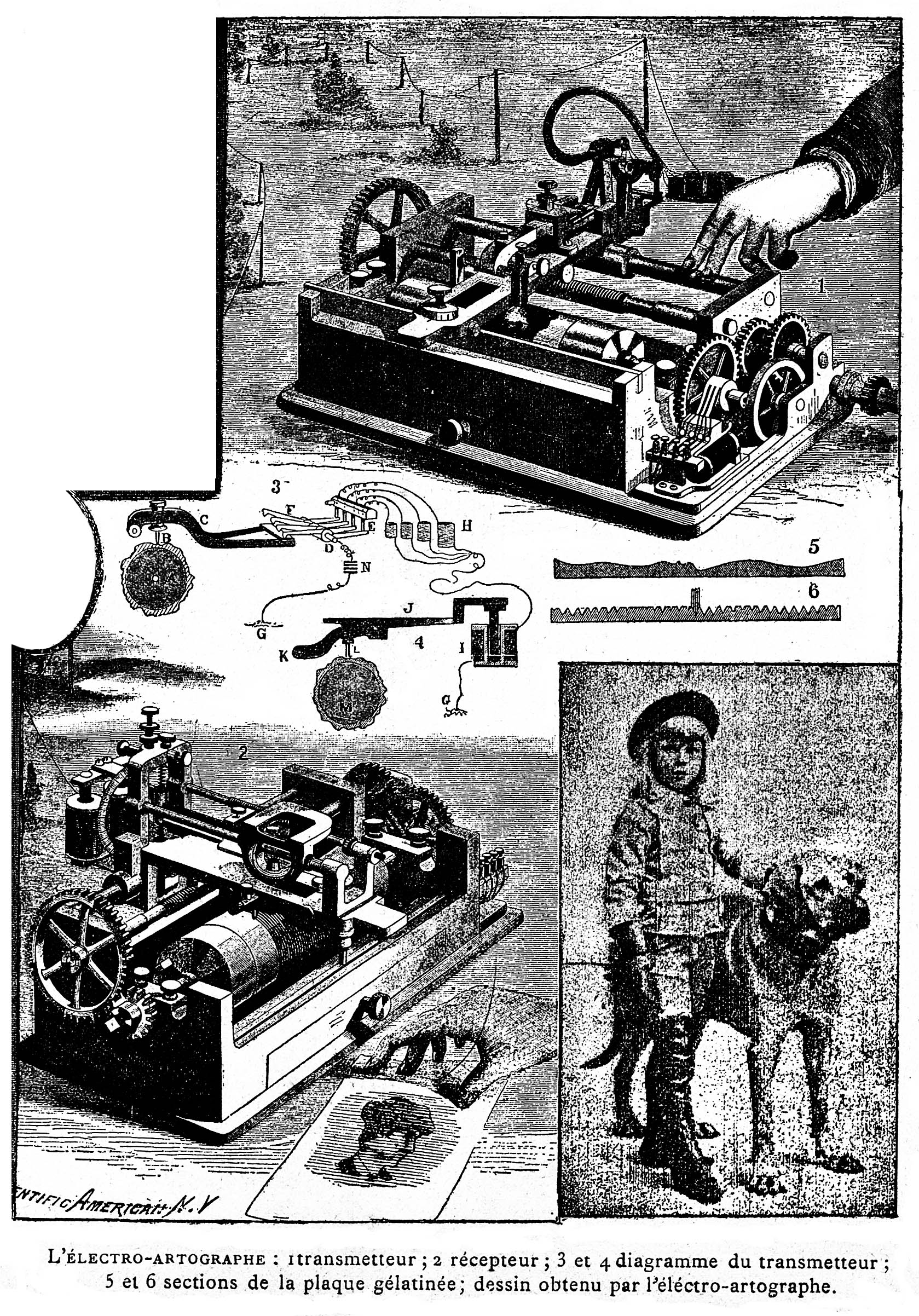
Electro-artògraf d'Amstutz (1895)

L'inventor escocès Alexander Bain va treballar en dispositius químic-mecànics de tipus fax i el 1846 va poder reproduir signes gràfics en experiments de laboratori. Va rebre la patent britànica 9745 el 27 de maig de 1843 pel seu "Electric Printing Telegraph". Frederick Bakewell va fer diverses millores en el disseny de Bain i va demostrar una màquina de telefax. El Pantelegraph va ser inventat pel físic italià Giovanni Caselli.  El primer servei comercial de telefax entre París i Lió es va introduir el 1865, uns 11 anys abans de la invenció del telèfon.
El 1880, l'inventor anglès Shelford Bidwell va construir el fototelègraf d'escaneig que va ser la primera màquina de telefax que podia escanejar un original bidimensional ja existent, sense necessitat de dibuixar res manualment com feien els anteriors. El 1896 es va publicar una descripció del "telephane" d'Henry Sutton. Cap a l'any 1900, el físic alemany Arthur Korn va inventar el Bildtelegraph, molt estès a l'Europa continental utilitzat fins a la distribució més àmplia del radiofax, sobretot a partir de 1908 després d'una transmissió molt notòria, de París a Londres, d'una fotografia d'una persona buscada.  Els seus principals competidors van ser primer el Bélinographe d'Édouard Belin, després des de la dècada de 1930 el Hellschreiber, inventat el 1929 per l'inventor alemany Rudolf Hell, pioner en la transmissió d'imatges d'escaneig mecànic.
La invenció de 1888 del telautògraf per part d'Elisha Gray va marcar un desenvolupament posterior en la tecnologia de fax, facilitant als usuaris la possibilitat d'enviar signatures a llargues distàncies, permetent així la verificació de la identificació de persones entre llocs molt distants.
El 19 de maig de 1924, científics de la Corporació AT&T "mitjançant un nou procés de transmissió d'imatges per electricitat" van enviar 15 fotografies per telèfon des de Cleveland a la ciutat de Nova York, aquestes fotos eren adequades per a la reproducció de diaris. Anteriorment, s'havien enviat fotografies per ràdio mitjançant aquest procés.
La màquina de fax "Deskfax" de Western Union, anunciada el 1948, era una màquina compacta que s'adaptava còmodament a un escriptori, utilitzant paper especial per a impressores d'espurna.

### Transmissió sense fils

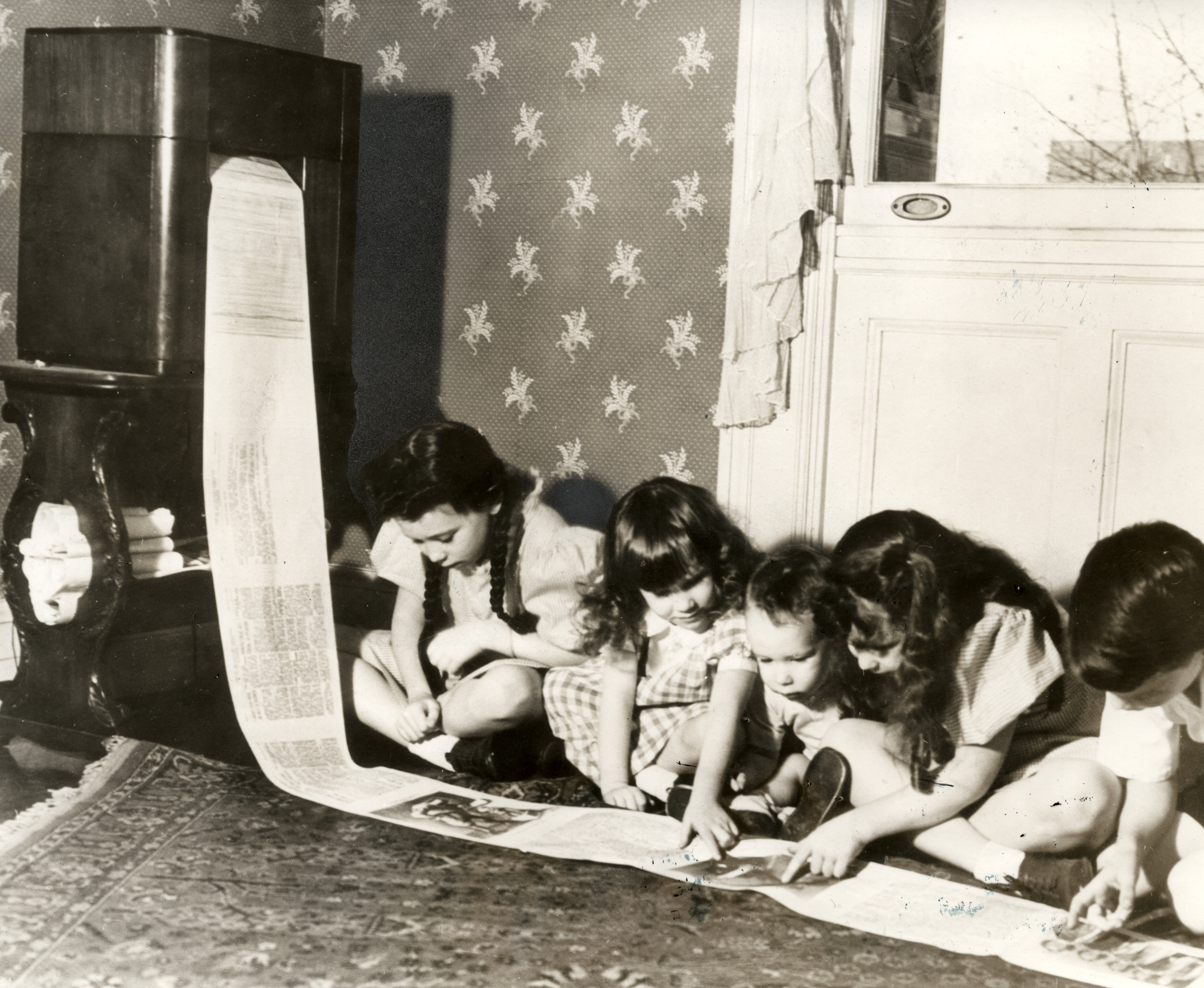
Nens llegint un diari transmès per Radiofax l'any 1938.

Com a dissenyador de la Radio Corporation of America (RCA), l'any 1924, Richard H. Ranger va inventar el fotoradiograma sense fil, o facsímil de ràdio transoceànic, el precursor de les màquines de "fax" actuals. Una fotografia del president Calvin Coolidge enviada de Nova York a Londres el 29 de novembre de 1924, es va convertir en la primera imatge fotogràfica reproduïda per un facsímil de ràdio transoceànic. L'ús comercial del producte de Ranger va començar dos anys més tard. També el 1924, Herbert E. Ives d'AT&T va transmetre i reconstruir el primer facsímil en color, una fotografia en color natural de l'estrella del cinema mut Rudolph Valentino vestit d'època, utilitzant separacions de color vermell, verd i blau.
A partir de finals de la dècada de 1930, el sistema Finch Facsímil es va utilitzar per transmetre un "diari de ràdio" a cases particulars mitjançant estacions de ràdio AM comercials i receptors de ràdio ordinaris equipats amb la impressora de Finch, que utilitzava paper tèrmic. Al sentir una nova i potencialment daurada oportunitat, els competidors aviat van entrar al camp, però la impressora i el paper especial eren luxes cars, la transmissió de ràdio AM era molt lenta i vulnerable a l'estàtica i el diari era massa petit. Després de més de deu anys de repetits intents de Finch i d'altres per establir aquest servei com un negoci viable, el públic, aparentment bastant satisfet amb els seus diaris més barats i molt més substancials, i amb els butlletins de ràdio parlats convencionals per oferir qualsevol notícia "calenta", encara mostrava només una curiositat passatger pel nou mitjà.
A finals de la dècada de 1940, els receptors de radiofax estaven prou miniaturitzats per col·locar-los sota el tauler dels vehicles de lliurament de telegrames "Telecar" de Western Union.
A la dècada de 1960, l'exèrcit dels Estats Units va transmetre la primera fotografia per satèl·lit facsímil a Puerto Rico des del lloc de proves de Deal mitjançant el satèl·lit Courier.
El radiofax encara té un ús limitat avui dia per transmetre mapes meteorològics i informació per als vaixells al mar. Els operadors de ràdio aficionats encara fan servir la tecnologia estretament relacionada de la televisió d'exploració lenta.

### Transmissió telefònica

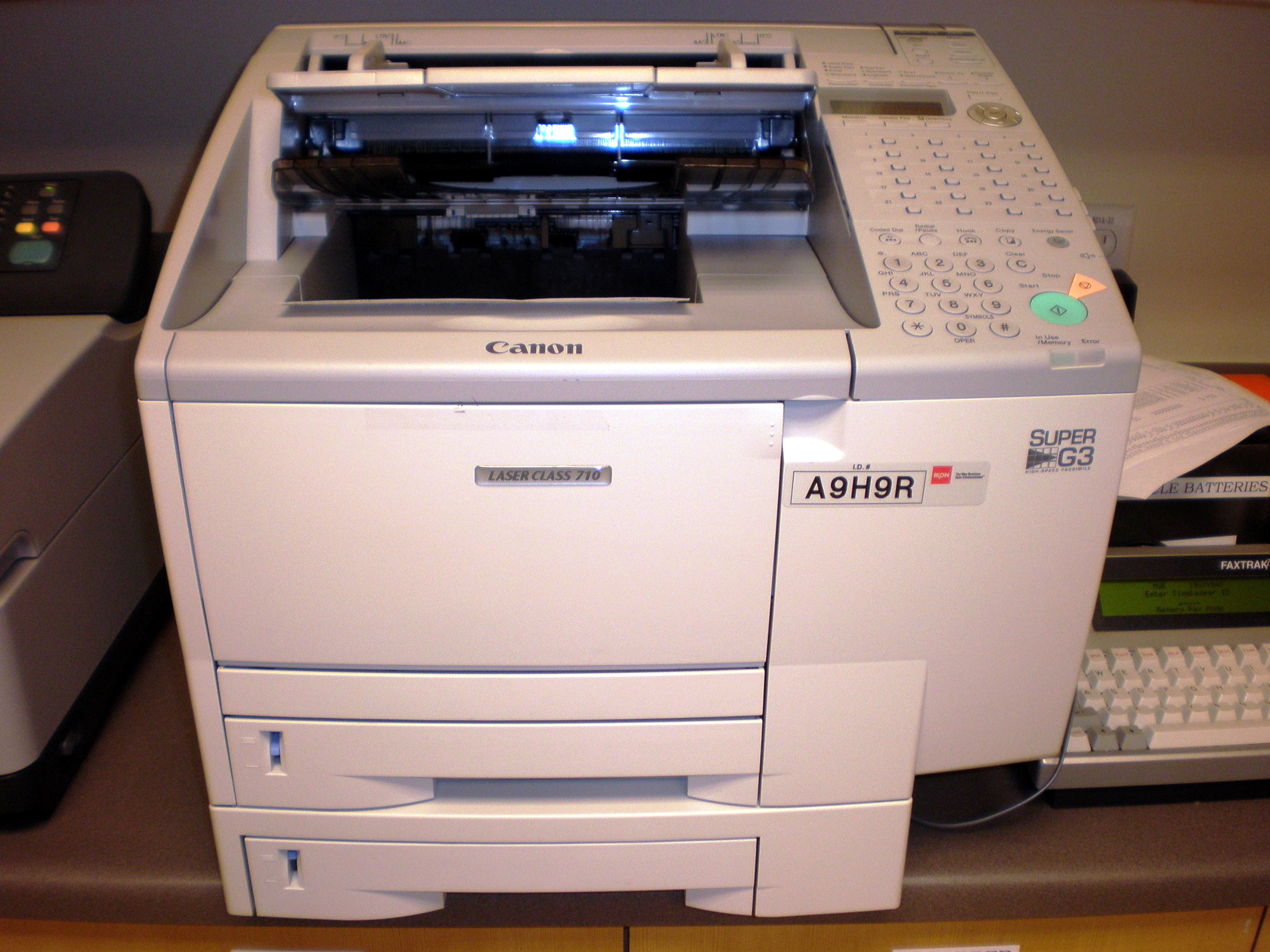
Fax làser professional per a ús d'oficina amb l'estàndard Super G3 per a una transmissió més ràpida.

L'any 1964, Xerox Corporation va presentar (i patentar) el que molts consideren la primera versió comercialitzada de la moderna màquina de fax, sota el nom (LDX) o Xerografia de llarga distància. Aquest model va ser substituït dos anys més tard per una unitat que establiria l'estàndard per a les màquines de fax durant els propers anys. Fins a aquest moment, les màquines de facsímil eren molt cares i difícils d'utilitzar. El 1966, Xerox va llançar les Magnafax Telecopiers, un més petit, 46 lliures (21 kg) màquina facsímil. Aquesta unitat era molt més fàcil d'operar i es podia connectar a qualsevol línia telefònica estàndard. Aquesta màquina era capaç de transmetre un document de mida carta en uns sis minuts. La primera màquina de fax digital de subminut va ser desenvolupada per Dacom, que es basava en la tecnologia de compressió de dades digitals desenvolupada originalment a Lockheed per a la comunicació per satèl·lit.
Abans de la introducció de l'omnipresent màquina de fax, una de les primeres va ser l'Exxon Qwip a mitjans de la dècada de 1970, les màquines de facsímil funcionaven mitjançant l'escaneig òptic d'un document o el dibuix girant en un tambor. La llum reflectida, que variava en intensitat segons les zones clares i fosques del document, es va enfocar en una fotocèl·lula de manera que el corrent en un circuit variava amb la quantitat de llum. Aquest corrent s'utilitzava per controlar un generador de tons (un modulador ), el corrent determinant la freqüència del to produït. Aquest to d'àudio es va transmetre després mitjançant un acoblador acústic (un altaveu, en aquest cas) connectat al micròfon d'un telèfon comú. A l'extrem receptor, l'altaveu d'un telèfon es va connectar a un acoblador acústic (un micròfon) i un demodulador convertia el to variable en un corrent variable que controlava el moviment mecànic d'un bolígraf o llapis per reproduir la imatge en un full de paper en blanc sobre un tambor idèntic que girava a la mateixa velocitat.

### Interfície de fax per ordinador
El 1985, Hank Magnuski, fundador de GammaLink, va produir la primera placa de fax per ordinador, anomenada GammaFax. Aquestes plaques podien funcionar en xarxes de telefonia de veu mitjançant el bus d'expansió analògic.

## Cronologia
1843-1846: L'inventor escocès Alexander Bain desenvolupa el primer dispositiu de fax, anomenat "Electric Printing Telegraph", i obté una patent britànica el 1843. Els seus experiments permeten reproduir signes gràfics en laboratori.
1846-1850: Frederick Bakewell millora el disseny de Bain i demostra una màquina de telefax funcional.
1856: Giovanni Caselli crea el primer prototip concloent del Pantèlegraf, un sistema pioner de transmissió d'imatges.
1857: Comença la col·laboració entre Giovanni Caselli i Paul Gustave Froment. Es funda la Societat del Pantèlegraf.
1860, 10 de maig: Es realitza una demostració del Pantèlegraf davant de Napoleó III als tallers de Froment.
1860, novembre: S'efectuen proves exitoses a la línia telegràfica entre París i Amiens.
1861, setembre: Es fan demostracions a l'exposició de Florència, a petició del rei Víctor Manuel II d'Itàlia.
1863: S'autoritza l'explotació oficial d'una primera línia entre París i Marsella, una explotació de prova, Londres - Liverpool. i una mostra a dos alts funcionaris de l'Imperi Xinès
1865, 16 de febrer: El govern francès adopta el Pantèlegraf de Caselli per a l'administració de línies telegràfiques i estableix una taxa basada en la dimensió del paper utilitzat
1865: L'inventor italià Giovanni Caselli introdueix el Pantelegraph, la primera màquina de fax comercial, que estableix un servei de telefax entre París i Lió.
1880: L'inventor anglès Shelford Bidwell construeix el scanning phototelegraph, la primera màquina de fax capaç d'escanejar originals bidimensionals sense cap dibuix manual.
1884: Es realitzen tractes entre la Xina i Itàlia per experimentar amb el Pantèlegraf a Pequín, però no es materialitzen.
1888: Elisha Gray inventa el telautograph, que permet enviar signatures a distància, facilitant la verificació d'identificació o propietat.
1900-1908: El físic alemany Arthur Korn inventa el Bildtelegraph, que es fa famós després de transmetre una fotografia d'un fugitiu de París a Londres el 1908. Aquesta tecnologia es va fer popular a Europa fins a l'arribada del radiofax.
1924: Els científics de AT&T Corporation transmeten 15 fotografies per telèfon des de Cleveland a Nova York, marcant un avanç en la transmissió d'imatges per a la premsa.
1947: Alexander Muirhead inventa un fax d'oficina, on el document es col·loca en un tambor giratori.
1948: Western Union presenta el Deskfax, una màquina compacta que utilitza paper especial per a la impressió.
1964: Xerox presenta la LDX (Long Distance Xerography), la primera versió del fax d'oficina.
1965: La companyia alemanya de Rudolf Hell produeix el primer fax d'alta velocitat. Aquest any també s'inventa el paper tèrmic, utilitzat en la majoria dels primers fax.
1966: Es desenvolupa la primera norma americana per al fax, però no és adoptada de forma global, fet que impedeix la comunicació entre màquines de diferents fabricants.
1968: L'administració japonesa comença a utilitzar el fax per a comunicacions internes.
1969: Apareix el primer fax digital, el Wacom Rapidfax 100.
1971: S'introdueix el primer fax amb impressió per tecnologia làser.
1974: Ricoh presenta una màquina capaç de transmetre una pàgina en menys d'un minut.
1976: El CCITT publica les recomanacions Grup 1 i Grup 2 per estandarditzar la comunicació entre màquines de diferents fabricants.
1980: El CCITT publica les recomanacions Grup 3, que esdevenen l'estàndard dominant per a fax.
1984: El Japó té la meitat del parc mundial de fax.
1986: El CCITT publica les recomanacions Grup 4, classe 1.
1988: Alemanya tenia198.000 línies de fax, i hi havia 7,5 milions d'usuaris de fax a tot el món.
1989: A França, s'instal·len els primers fax Grup 4 en xarxes NUMERIS.
1990: A França, hi havia més de 350.000 fax en servei.

## Característiques

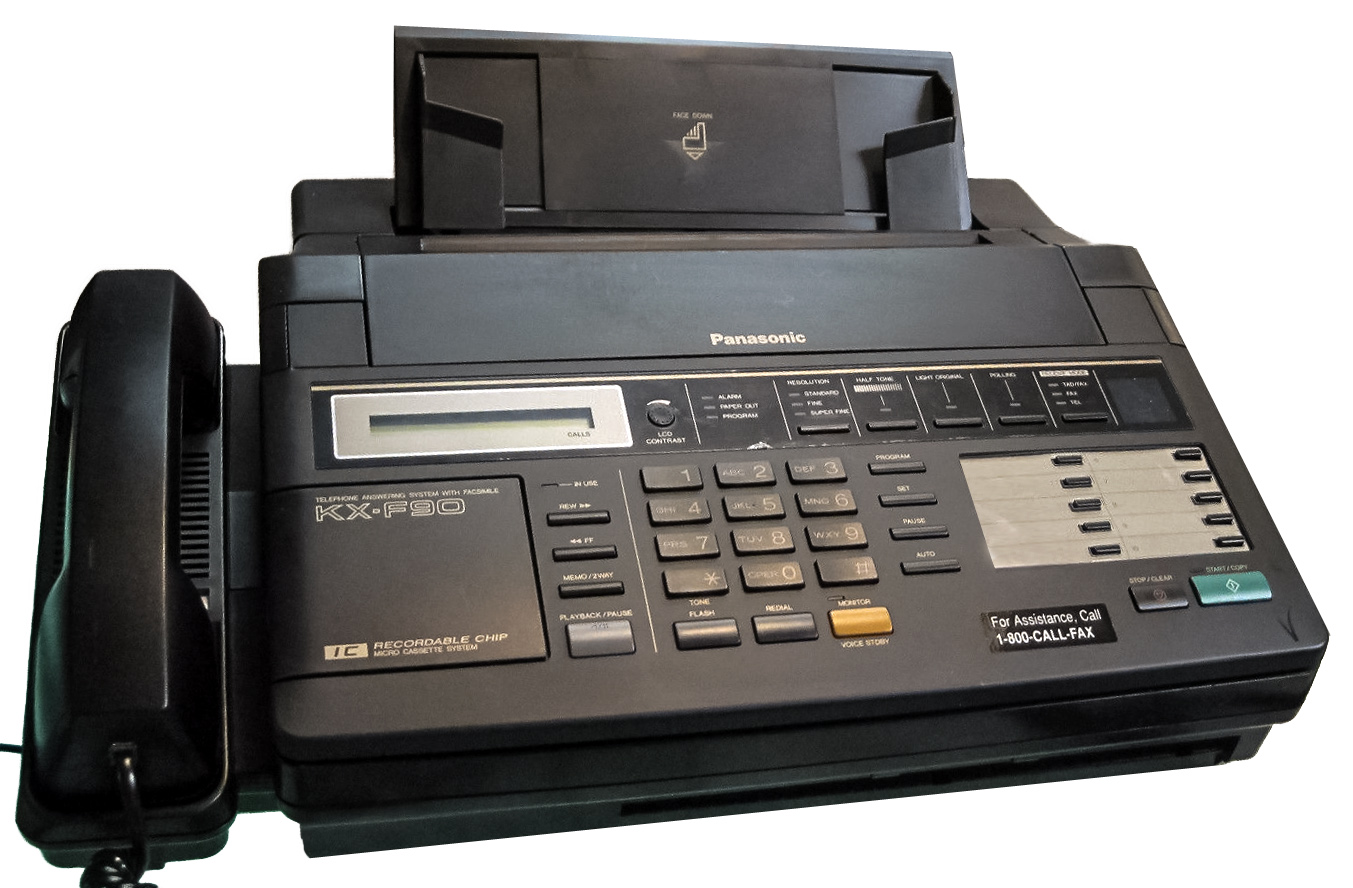
Com moltes màquines de fax, aquest model de 1990 utilitzava la impressió tèrmica en paper tèrmic relativament car que venia en rotllos. El rotlle es va inserir en un compartiment de la màquina.

Hi ha diverses normes sobre les característiques del fax: grup, classe, velocitat de transmissió de dades i conformitat amb les recomanacions de l'ITU-T (anteriorment CCITT ). Des de la decisió de Carterfone de 1968, la majoria de màquines de fax s'han dissenyat per connectar-se a línies i números de telèfon estàndard PSTN.

#### Analògic
Els fax del grup 1 i 2 s'envien de la mateixa manera que un quadre de televisió analògic, amb cada línia escanejada transmesa com un senyal analògic continu. La resolució horitzontal depenia de la qualitat de l'escàner, la línia de transmissió i la impressora. Les màquines de fax analògiques estan obsoletes i ja no es fabriquen. Les recomanacions T.2 i T.3 de l'ITU-T es van retirar com a obsoletes el juliol de 1996.
- Els fax del grup 1 s'ajusten a la Recomanació ITU-T T.2. Els fax del grup 1 triguen sis minuts a transmetre una sola pàgina, amb una resolució vertical de 96 línies d'escaneig per polzada. Les màquines de fax del grup 1 estan obsoletes i ja no es fabriquen.
- Els fax del grup 2 s'ajusten a les recomanacions ITU-T T.3 i T.30. Els fax del grup 2 triguen tres minuts a transmetre una sola pàgina, amb una resolució vertical de 96 línies d'escaneig per polzada. Les màquines de fax del grup 2 estan gairebé obsoletes i ja no es fabriquen. Les màquines de fax del grup 2 poden interoperar amb les màquines de fax del grup 3.

#### Digital

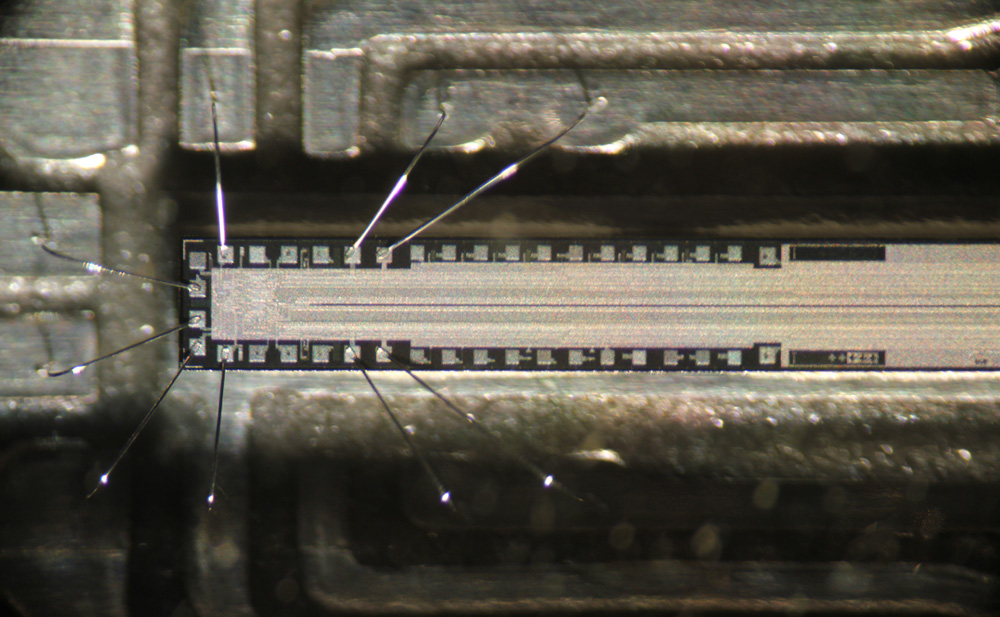
El sensor d'imatge CCD d'una sola fila en una màquina de fax. Només es mostra aproximadament una quarta part de la longitud. La línia fina del mig està formada per píxels fotosensibles. El circuit de lectura es troba a l'esquerra.

Un avenç important en el desenvolupament del modern sistema de facsímil va ser el resultat de la tecnologia digital, on el senyal analògic dels escàners es va digitalitzar i després es va comprimir, donant com a resultat la capacitat de transmetre altes taxes de dades a través de línies telefòniques estàndard. La primera màquina de fax digital va ser la Dacom Rapidfax venuda per primera vegada a finals de la dècada de 1960, que incorporava la tecnologia de compressió de dades digitals desenvolupada per Lockheed per a la transmissió d'imatges des de satèl·lits.
Els fax del grup 3 i 4 són formats digitals i aprofiten els mètodes de compressió digital per reduir molt els temps de transmissió.
- Els fax del grup 3 s'ajusten a les Recomanacions ITU-T T.30 i T.4. Grup 3 faxs triguen entre 6 i 15 segons per transmetre una sola pàgina (sense incloure el temps inicial per a que les màquines de fax es sincronitzin i encaixin). L'estàndard T.4 permet que les resolucions horitzontals i verticals varien entre un conjunt de resolucions fixes:
  - Horitzontal: 100 línies d'escaneig per polzada
    - Vertical: 100 línies d'escaneig per polzada ("Bàsica")

  - Horitzontal: 200 o 204 línies d'escaneig per polzada
    - Vertical: 100 o 98 línies d'escaneig per polzada ("Estàndard")
    - Vertical: 200 o 196 línies d'escaneig per polzada ("Fina")
    - Vertical: 400 o 391 (no 392) línies d'escaneig per polzada ("Superfine")

  - Horitzontal: 300 línies d'escaneig per polzada
    - Vertical: 300 línies d'escaneig per polzada

  - Horitzontal: 400 o 408 línies d'escaneig per polzada
    - Vertical: 400 o 391 línies d'escaneig per polzada ("Ultrafine")
- Els fax del grup 4 estan dissenyats per funcionar més de 64 Circuits digitals RDSI kbit/s. S'ajusten a les recomanacions ITU-T
  - T.563 (Característiques del terminal per a aparells de facsímil del grup 4),
  - T.503 (Perfil de sol·licitud de document per a l'intercanvi de documents facsímil del grup 4),
  - T.521 (perfil d'aplicació de comunicació BT0 per a la transferència massiva de documents basat en el servei de sessió),
  - T.6 (Esquemes de codificació de fax i funcions de control de codificació per a aparells de facsímil del grup 4) que especifica resolucions, un superconjunt de les resolucions de T.4,[23]
  - T.62 (Procediments de control per a serveis de teletex i fax del grup 4),
  - T.70 (Servei de transport bàsic independent de la xarxa per als serveis telemàtics), i
  - T.411 a T.417 (referent a aspectes de l'Arquitectura de Documents Oberts ).

### Fax per internet
Una alternativa popular és subscriure's a un servei de fax per Internet, que permet als usuaris enviar i rebre fax des dels seus ordinadors personals mitjançant un compte de correu electrònic existent. No es necessita cap programari, servidor de fax o màquina de fax. Els fax es reben com a fitxers TIFF o PDF adjunts, o en formats propietaris que requereixen l'ús del programari del proveïdor de serveis. Els fax es poden enviar o recuperar des de qualsevol lloc en qualsevol moment que un usuari pugui accedir a Internet. Alguns serveis ofereixen un fax segur per complir amb els estrictes requisits de la Llei Gramm-Leach-Bliley i HIPAA per mantenir la informació mèdica i financera privada i segura. L'ús d'un proveïdor de serveis de fax no requereix paper, una línia de fax dedicada ni recursos consumibles.
Una altra alternativa a una màquina de fax física és emprar programa informàtic que permet a les persones enviar i rebre fax utilitzant els seus propis ordinadors, utilitzant servidors de fax i missatgeria unificada. Un fax virtual (correu electrònic) es pot imprimir i després signar i escanejar a l'ordinador abans de ser enviat per correu electrònic. També el remitent pot adjuntar una signatura digital al fitxer del document.
Amb la creixent popularitat dels telèfons mòbils, ara les màquines de fax virtuals es poden descarregar com a aplicacions per a Android i iOS. Aquestes aplicacions utilitzen la càmera interna del telèfon per escanejar documents de fax per carregar-los o poden importar-los des de diversos serveis al núvol.

## Normes relacionades
- T.4 és l'especificació bàsica per al fax. Especifica les mides estàndard d'imatge, dues formes de compressió de dades d'imatge (codificació), el format de dades d'imatge i referències, T.30 i els diferents estàndards de mòdem.
- T.6 especifica un esquema de compressió que redueix el temps necessari per transmetre una imatge aproximadament un 50 per cent.
- T.30 especifica els procediments que utilitza un terminal d'enviament i de recepció per configurar una trucada de fax, determinar la mida de la imatge, la codificació i la velocitat de transferència, la demarcació entre pàgines i la finalització de la trucada. T.30 també fa referència als diferents estàndards de mòdem.
- V.21, V.27ter, V.29, V.17, V.34 : estàndards de mòdem ITU utilitzats en facsímil. Els tres primers es van ratificar abans de 1980 i s'especificaven als estàndards T.4 i T.30 originals. V.34 es va publicar per a fax l'any 1994.[25]
- T.37 L'estàndard de la ITU per enviar un fitxer d'imatge de fax per correu electrònic al destinatari previst d'un fax.
- T.38 L'estàndard ITU per a l'enviament de fax per IP (FoIP).
- G.711 : aquí és on es porta la trucada de fax T.30 en una trucada VoIP codificada com a àudio. Això és sensible a la pèrdua de paquets de xarxa, la fluctuació i la sincronització del rellotge. Quan s'utilitzen tècniques de codificació de veu d'alta compressió, com ara G.729, entre d'altres, és possible que alguns senyals tonals de fax no es transportin correctament a través de la xarxa de paquets.
- RFC 3362 imatge/t38 tipus MIME
- Fax SSL Un estàndard emergent[Quan?] que permet que una sessió de fax basada en el telèfon gestioni una transferència de fax a través d'Internet, però només si ambdues parts admeten l'estàndard. L'estàndard es basa parcialment en T.30 i és desenvolupat per Hylafax+.